# Istituzione dei Cavalieri di Santo Stefano Papa e Martire

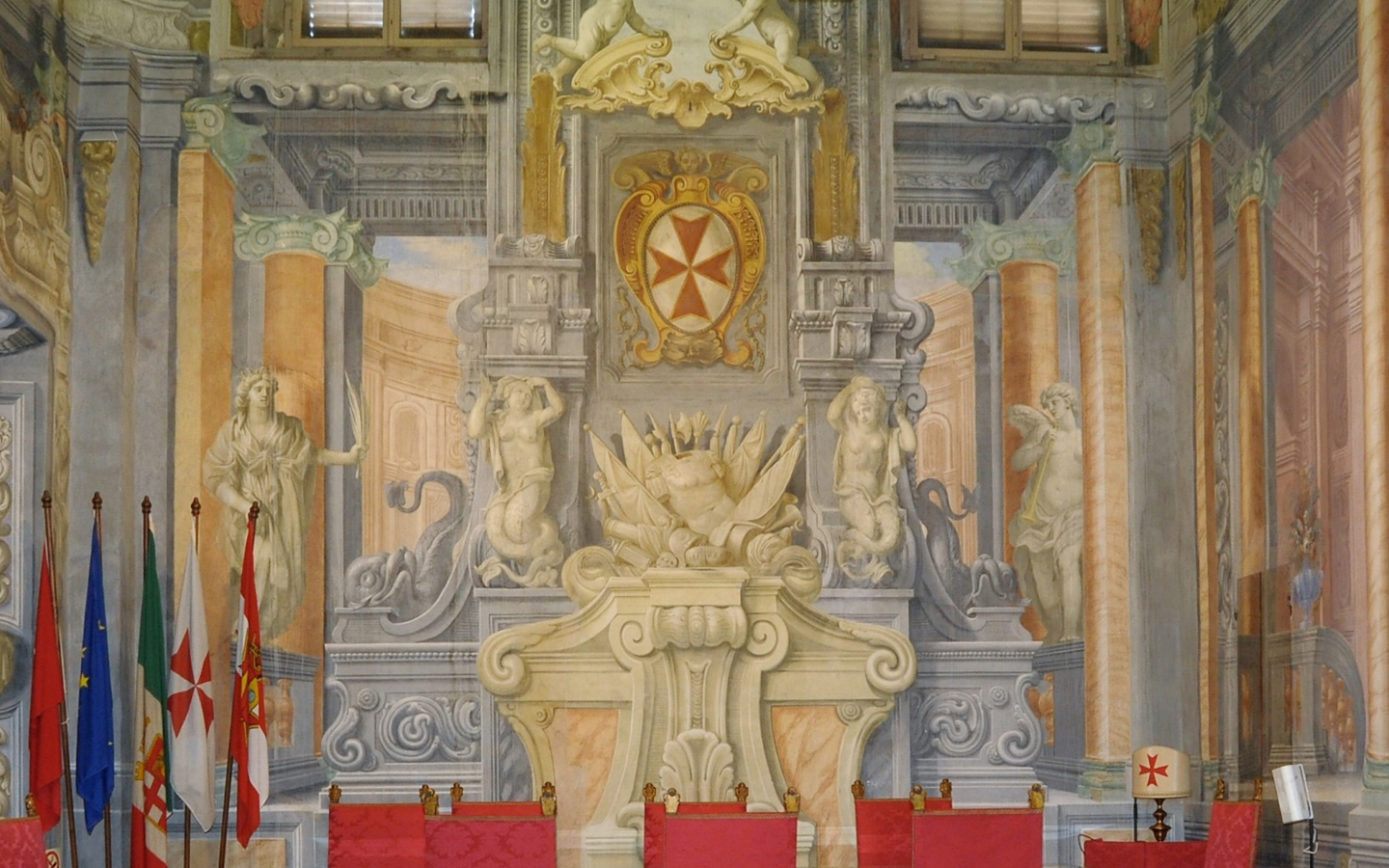
Salone dell'Udienza del Palazzo del Consiglio dei Dodici

L’Istituzione dei Cavalieri di Santo Stefano Papa e Martire è un ente morale dello Stato italiano, con sede a Pisa, che ha lo scopo di perpetuare il ricordo e le tradizioni del Sacro Militare Ordine di Santo Stefano Papa e Martire e le tradizioni marinare d’Italia, nonché di provvedere all’assistenza dei figli di appartenenti alle Marina Militare e Mercantile della Repubblica anche mediante borse di studio.

## Finalità
L’Istituzione promuove anche una fiorente attività di pubblicazione e ricerca storica che mettano in luce le glorie e le tradizioni dello storico Ordine della marineria italiana nel passato e nel presente.
L’Istituzione è sottoposta alla tutela del Ministero della Difesa e alla vigilanza del Ministero della Pubblica Istruzione. Il Consiglio di Amministrazione è costituito da un rappresentante dello stesso Ministero, uno del Ministero della Difesa, uno del Ministero Infrastrutture e Trasporti, uno dell'Università degli studi di Pisa, uno dell’Amministrazione provinciale di Pisa, uno del Comune di Pisa, uno della Camera di Commercio, Industria e Agricoltura di Pisa ed uno della Fondazione Pisa. Sono presenti attualmente tre Legazioni, delle quali: una a Portoferraio, una nel Golfo di Gaeta ed un'altra a Malta. L'attività dell'Istituzione è affiancata dall'Accademia di Marina dei Cavalieri di S. Stefano.

## Storia
Cosimo I de’ Medici per perseguire gli ambiziosi progetti che si era prefisso si avvalse tra l’altro di un Ordine equestre, sacro, militare e marittimo riservato ai fedelissimi alla sua dinastia. Il 1º ottobre 1561 il Pontefice Pio IV emanò il “Dilecto Filio”, erigendo ed istituendo di fatto la “Religione” del Duca, che fece redigere a Firenze degli Statuti simili a quelli di Ordini già esistenti ed in particolare a quelli del cosiddetto Ordine di Malta, adottandone la croce ottagona, ma invertendone i colori.
Il 1º febbraio 1562 Pio IV con la Bolla “His quae Pro Religionis Propagatione” approvò gli Statuti e il 15 marzo consacrò l’Ordine sotto la regola Benedettina e la protezione di Santo Stefano Papa e Martire, conferendo a Cosimo I de’ Medici e ai suoi discendenti il titolo e l’abito di Gran Maestro.
In quel contesto storico il Mediterraneo non era sicuro a causa delle scorrerie ottomane ed era intenzione di Cosimo I creare una rete di avamposti insulari fortificati nel Mediterraneo, di cui l’Isola d’Elba sarebbe stata il punto focale per impedire che assalti turcheschi giungessero nel cuore delle signorie cristiane. Scriveva infatti Pio IV: “…ad DEI laudem et gloriam, ac fidei Catholicae defensionem, Marisque Mediterranei ab infedelibus custodiam et tuitionem…”. Cosimo I era dunque riuscito nel suo intento di creare un Ordine che combatteva per una causa santa, utile e onorevole, ovvero la fede di Cristo e disponeva che “…il convento si faccia in Pisa e un palazzo o un abituro nell’Elba”, a pochi anni dall’ordine ricevuto da Carlo V -1547- di fortificare la “Terra di Ferraio”, dove ben presto sarebbe nata Cosmopoli (oggi Portoferraio), città di Cosimo ed emblema universale della città del cosmo.
L’Ordine accoglieva la nobile gioventù di tutta l’Italia a Pisa che, per le sue tradizioni marinare, rappresentava un centro degno di rispetto per il ricordo del grande dominio che aveva avuto nel Mediterraneo. Nato durante le guerre che dilaniarono l’Europa e che concedevano ai Barbareschi mano libera sul Mediterraneo ormai divenuto il loro dominio, l’Ordine che il Papa Pio IV autorizzò a costituirsi in una religione di ardire e di sacrificio, liberò dopo secoli di battaglie e di aspre lotte i nostri mari dagli infedeli e vi ristabilì il primato cattolico.
A mantenere vivo il ricordo di questo glorioso Istituto e a svolgere un’opera di assistenza a favore dei figli dei marinai d’Italia, sorse l’Istituzione dei Cavalieri di S. Stefano, eretta in ente Morale con R.D. 14 febbraio 1939 n. 1433.
La revoca, nel dopoguerra, dell’autorizzazione concessa con il primo Statuto all'Istituzione dei Cavalieri di S. Stefano di promuovere un Ordine Cavalleresco a completo ricordo e ad esaltazione di quello creato da Cosimo I de’ Medici dal quale, l’Istituzione stessa prendeva il nome, pose il problema della creazione di un organismo che consentisse di associare i discendenti delle famiglie che avevano avuto Cavalieri nell'antico Ordine e tutti coloro che con studi, ricerche o altre iniziative intendevano cooperare e mantenere vivo il ricordo e le tradizioni del Sacro Militare Ordine dei Cavalieri di S. Stefano, con la supervisione dell’Istituzione, ente pubblico.
La questione venne risolta con la creazione di una Accademia dei Cavalieri di S. Stefano che ha preso l’attuale conformazione di “Accademia di Marina dei Cavalieri di Santo Stefano Papa e Martire”, ispirata, come organizzazione e struttura, sia pure con tutti i cambiamenti ed innovazioni che la diversa collocazione storica e le non totalmente corrispondenti finalità rendevano necessari, alla prestigiosa “Academie de Marine” francese.
L’attuale Statuto precisa che l’Istituzione ha lo scopo di promuovere e coordinare attività scientifiche e storico-culturali. In particolare essa attraverso adeguate iniziative, quali la concessione di riconoscimenti e distinzioni non aventi la natura di onorificenze, decorazioni o distinzioni cavalleresche, favorendo lo sviluppo di studi sulla storia del S.M.O. dei Cavalieri di S. Stefano e su quella marittima mediterranea nei secoli XVI-XIX, intende avvalersi dell’Accademia dei Cavalieri di S. Stefano nell'adempimento del fine statutario di perpetuare il ricordo e le tradizioni dell’antico Ordine di S. Stefano e le tradizioni marinare italiane.
Come stemma l’Istituzione ha adottato una croce rossa ad otto punte pomata d’oro in campo bianco sormontata dalla sigla “S.R.D.S.” (Sacra Religione di S. Stefano) e quale Motto “NOMINI MEO ADSCRIBATUR VICTORIA” (cioè l’insegna e il motto dell’antico Ordine).

## Palazzo del Consiglio dei 12

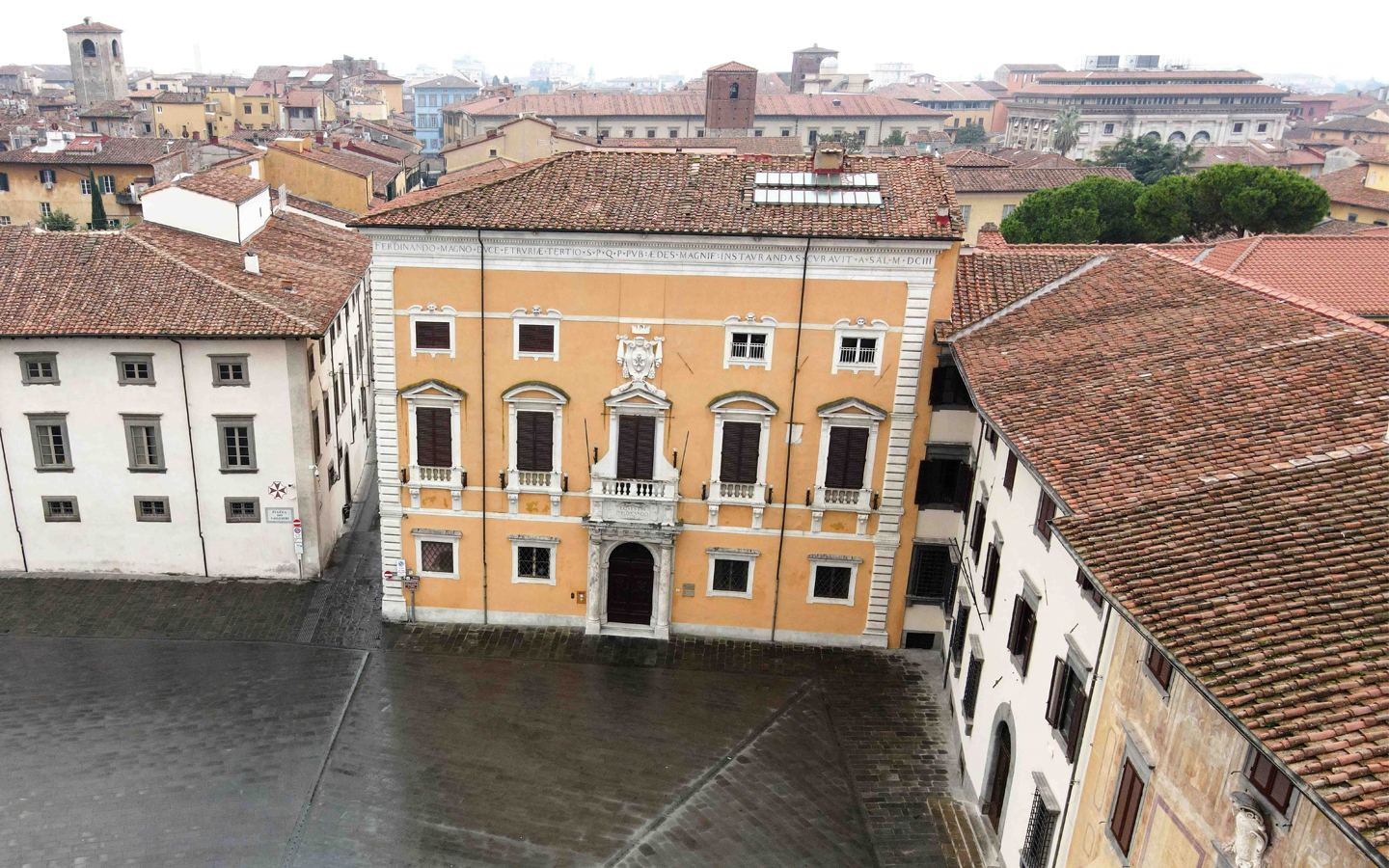
Il palazzo del Consiglio dei Dodici

Sede dell'Istituzione è il Palazzo del Consiglio dei 12, sito in Piazza dei Cavalieri di Pisa, che ha cambiato nome nel tempo a seconda della magistratura che ha ospitato: Palazzo dell’Archivio e della Cancelleria nel medioevo, poi Palazzo dei Priori dopo la conquista fiorentina (1509) a palazzo del Consiglio dei Dodici quando passò nelle mani dell’Ordine dei Cavalieri di Santo Stefano (il Consiglio era infatti un organo decisionale dell’Ordine ed era costituito da dodici membri scelti).
Sul finire del Cinquecento il palazzo venne ristrutturato dall'architetto Pietro Francavilla (autore anche quale scultore della statua di Cosimo I davanti al Vicino Palazzo dei Cavalieri), che lo uniformò agli edifici circostanti per altezza e stile delle decorazioni, in gusto tardo-rinascimentale.
Il fregio sul cornicione ricorda come i lavori furono conclusi nel 1603 sotto il Granducato di Ferdinando I de’ Medici. Il passaggio all'Ordine cavalleresco avvenne solo nel 1691, quando i Priori si trasferirono a Palazzo Gambicorti: qui i cavalieri stabilirono il loro Tribunale, come ricorda anche l’iscrizione sul portale principale.
La facciata è oggi caratterizzata da un intonaco rosato sul quale risaltano le decorazioni in marmo bianco: le cornici delle finestre, il portale affiancato da due colonne, le aperture balaustrate al piano nobile, le cornici marcapiano, lo stemma, i rinforzi angolari e il cornicione.
All'interno sono conservate numerose opere d’arte, come il busto cinquecentesco di Ferdinando I, il frammento di affresco dell’Assunta della scuola di Domenico Ghirlandaio (nella sala degli Stemmi al primo piano) e soprattutto il Salone dell’Udienza, con le pareti completamente dipinte da Pietro Paolo Lippi e Antonio Giusti (1681-1683) con temi marinareschi sormontate da il notevole soffitto Intagliato, dorato e dipinto con le Virtù cardinali di Ventura Salimbeni (1602).
Oggi al centro del soffitto della sala si trova il Trionfo di santo Stefano di Giovanni Camillo Gabrielli (1692), che sostituì il Trionfo di Pisa del Salimbeni dopo che l’edificio divenne di proprietà dell’Ordine.

## Organizzazione
Il Consiglio di Amministrazione è costituito da un rappresentante del Ministero della Pubblica Istruzione; uno del Ministero Difesa Marina; uno del Ministero della Marina Mercantile, scelto preferibilmente fra i cittadini pisani e che sia anche un lavoratore del mare; uno dell’Amministrazione provinciale di Pisa; uno del Comune di Pisa; uno dall'Università degli Studi di Pisa; uno della Camera di Commercio, Industria e Agricoltura di Pisa ed uno della cassa di risparmio di Pisa.
Il presidente è eletto dal consiglio di Amministrazione, nel proprio seno, alla prima riunione.
Il Presidente ed i Consiglieri durano in carica di quattro anni e possono essere confermati senza interruzione.
Presidente Cav. Gr. Cr. Dott. Umberto M. Ascani
Vicario con funzioni di Presidente Dott. Giorgio Cuneo.
Consiglieri: Amm. Patrizio Rapalino; Prof. Paolo Miccoli; Amm. Giuseppe Tarzia; Prof. Marco Cini; Cav. Paolo Mazzei; Dott. Giorgio Cuneo; Dott. Maurizio Sbrana.
Consultore Rag. Roberto Balestri 
Chief Information Officer Cav. Alberto Simione.
ll Consiglio così composto rimarrà in carica fino al 31 dicembre 2027.
Sono inoltre state istituite delle “Legazioni” sul territorio nazionale. Storica è quella dell'Isola d’Elba, rappresentata dal Dott. Giorgio Cuneo; più recente è quella del Golfo di Gaeta, rappresentata nella città di Formia da Alberto Simione e dal Dott. Daniele E. Iadicicco nella città di Gaeta. Risultano successive altre Legazioni.
È inoltre presente una Legazione estera nell'Isola di Malta.